# 農業生物多樣性

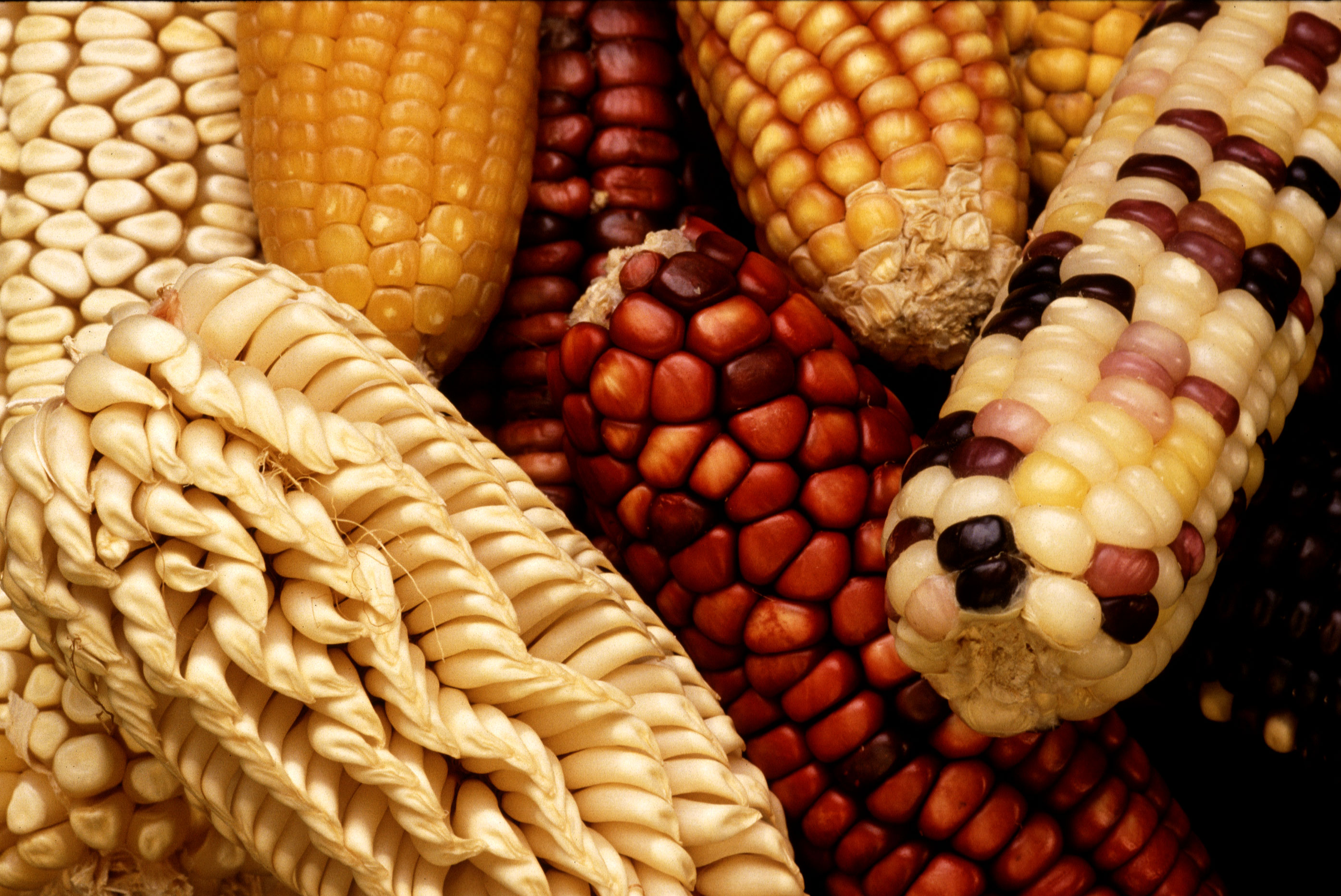
作物多樣性例子：特殊的玉米，可以拿來培育新品種。

農業的生物多樣性（英語：Agricultural biodiversity）或農業生物多樣性（英語：agrobiodiversity）是生物多樣性的子集合，主要與農業有關。根據聯合國糧食及農業組織（FAO）的定義：農業生物多樣性是直接或間接運用在糧食及農業上的動物、植物及微生物的多樣性及變異性，包含了作物、牲畜、林業及漁業。農業生物多樣性的組成有：由種種食物、飼料、纖維、燃料及藥品的基因多樣性與物種多樣性、維持農業生產的非耕作物種多樣性（如土壤微生物、掠食者、傳粉媒介）、農業生態系統中的多樣性，乃至於支撐著農業生態系統（農業、畜牧業、森林和水生）的整體環境生物多樣性。農業生物多樣性是天擇過程以及人們幾千年來精心汰選及改良的結果。人們糧食及生計安全都仰仗著持續管理種種攸關糧農業的重要生物資源，這對氣候適應和氣候緩解也相當重要。

## 詞源
目前尚不清楚農業生物多樣性一詞究竟是什麼時候出現或由誰創造的。國際植物遺傳資源委員會（IBPGR，現為國際生物多樣性聯盟暨國際熱帶農業中心）1990年度報告，是最早在農業脈絡下討論生物多樣性的報告。大多數提及農業生物多樣性的文件可以追溯到1990年代後期。
不同機構所描述的糧食生產生物多樣性定義同中有異。國際農業研究諮商組織（CGIAR）往往使用「農業的生物多樣性」或「農業生物多樣性」。糧農組織使用「糧食和農業的生物多樣性」（BFA）。而《生物多樣性公約》（CBD）早期使用「農業多樣性」（agricultural diversity），CBD當時的用法或多或少排除了海洋水生生物及林業（雖然沒有完全排除），因為他們在商議國際政策及行動時有其特屬團體及國際框架，框架描述可參見CBD的第V/5號決議；CBD目前使用「農業生物多樣性」。

## 種類

### 作物生物多樣性
作物多樣性或作物生物多樣性是作物（即農業中使用的植物）的多樣性和可變性，包括了基因和表現型特徵。作物多樣性是農業生物多樣性的子集及要素。過去50年來，作物多樣性的組成環節，即個別作物之基因多樣性與普遍種植之物種數量，均呈現大幅下降。
作物多樣性的減損威脅到全球糧食安全，因為全球人口所依賴的作物品種數量不斷減少，則品種的可變性也跟著減少。人們越來越常用單一栽培方式種植作物，意味著如果出現了愛爾蘭大饑荒中馬鈴薯晚疫病的情形，某種疾病擊垮了單一品種作物的抵抗力，可能會毀了整個收成；或者像大麥克香蕉的黃葉病，也許就導致整個品種在市場上絕跡。國際組織正在努力透過種子庫的幫助以保護作物多樣性。

### 畜牧生物多樣性
糧農動物基因資源（AnGR），也稱為家畜基因資源或牲畜生物多樣性，是鳥類及哺乳動物物種運用在糧食及農業上的基因資源庫（有實際價值或潛在價值的核酸）。動物基因資源是農業生物多樣性的子集及要素。
AnGR可以落實在活生生的種群或基因材料保存上，例如冷凍保存的精液或胚胎。動物基因資源多樣性包括物種多樣性、品種多樣性及品種間的多樣性。目前用於糧食及農業的鳥類及哺乳動物物種有38種，包含了8,800個不同品種。主要糧農生產動物是牛、綿羊、山羊、雞和豬，在畜牧界被稱為「五巨頭」。其他會用到的物種還有單峰駱駝、雙峰駱駝、驢、水牛、豚鼠、馬、兔子、犛牛、鵝、鴨、鴕鳥、鷓鴣、雉雞、鴿子及火雞。

## 層級

### 基因多樣性
主條目：基因多樣性

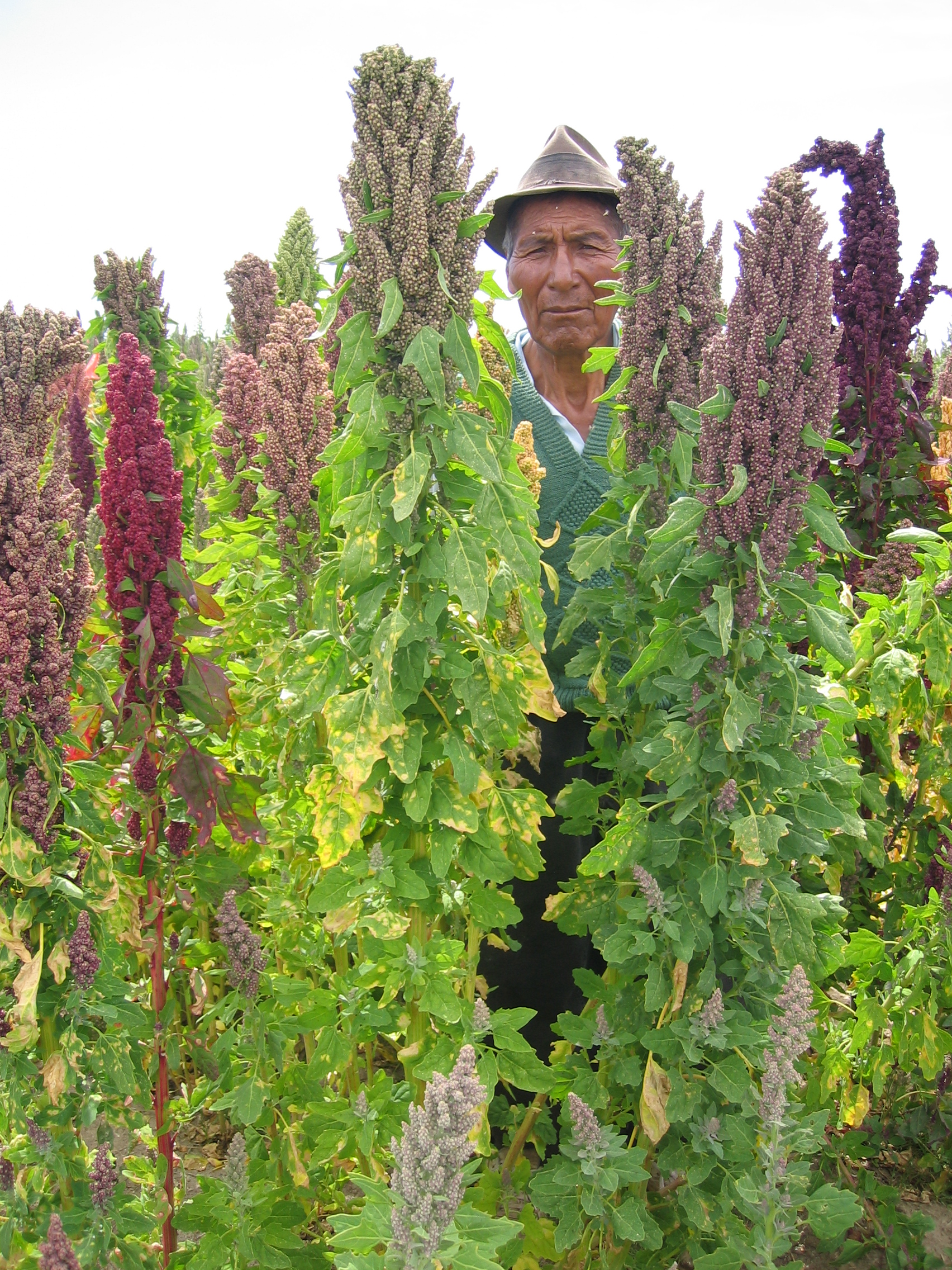
即將收獲的多種藜麥及玻利維亞農民。

基因多樣性是指物種內部和物種之間的多樣性和變異性。包括自然發生的基因變異性（例如糧食作物的野生近緣種）或人類創造的變異性（例如農民所開發的當地品種傳統作物，或是商業品種作物，諸如Fuji、Golden Delicious、Golden Pippin等蘋果品種）。所有糧食作物物種都有相當可觀的基因多樣性，特別是在種源中心，即最早開發物種的地理區。例如，秘魯的安第斯地區是某些塊莖物種的原產地，在那裡可以找到1,483個品種的塊莖植物。基因多樣性很重要，因為不同的基因會產生不同的重要特徵，像特殊營養成分、對不同環境的抵抗力、害蟲抵抗力或豐盛產量。由於農業現代化、土地利用變化及氣候變化等因素，基因多樣性正在減少，甚至為了應對氣候變化所遂行的抗病蟲害限縮式育種，本身就會減少農業生物多樣性。基因多樣性並非一成不變，而是隨著環境、環境變化以及人為干預（農民或育種者）而不斷演變。

### 物種多樣性

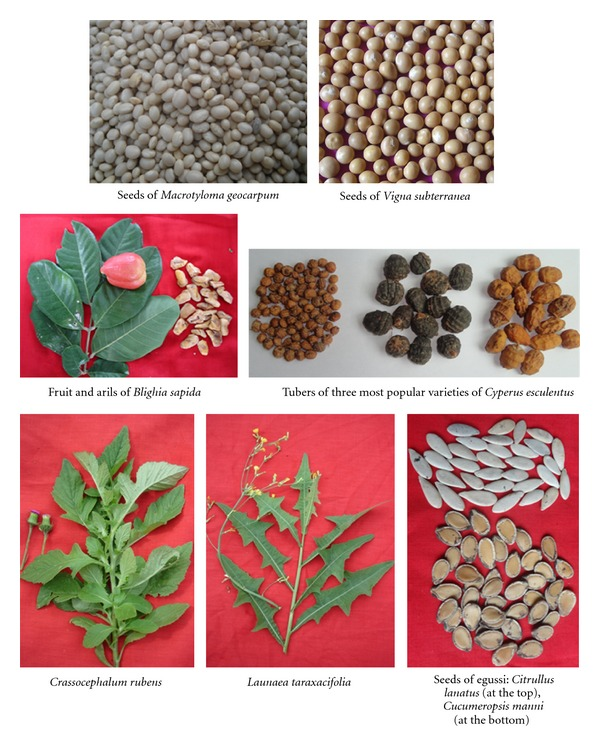
貝南當地被忽視及未充分利用的作物品種。

物種多樣性指的是用在糧食和農業上的不同物種的數量及豐富度。根據定義來看，可直接當作食物的物種數量有5,538到75,000種。保守估計大約有6,000種植物經常被拿來食用。物種多樣性包括「已馴化而歸屬於作物、牲畜、森林或水產養殖系統的動植物、可採收的森林物種及水生物種、已馴化物種的野生近緣種，以及其他雖然是野生的但可採集供食用或製作其他產品的物種。此外還包括所謂『連帶的生物多樣性』，即存活於糧農生產系統之中或周邊，可維持系統並促進生產的繁多生物。」此處的農業概念包括了農作物、畜牧業、林業、漁業及水產養殖。
水生多樣性也是農業生物多樣性的重要組成部分。傳統漁民及小農保護並永續管理當地水生生態系統、池塘、河流及沿海共有地，對於人類生存及環境存續很重要。由於魚類及水生生物大大地供給人類食物，也是沿海人民的收入來源，當水產養殖及海洋漁業管理不斷發展，漁民及小農擁有基因儲備庫及永續生態系統並善加利用就愈形重要。

### 生態系統多樣性

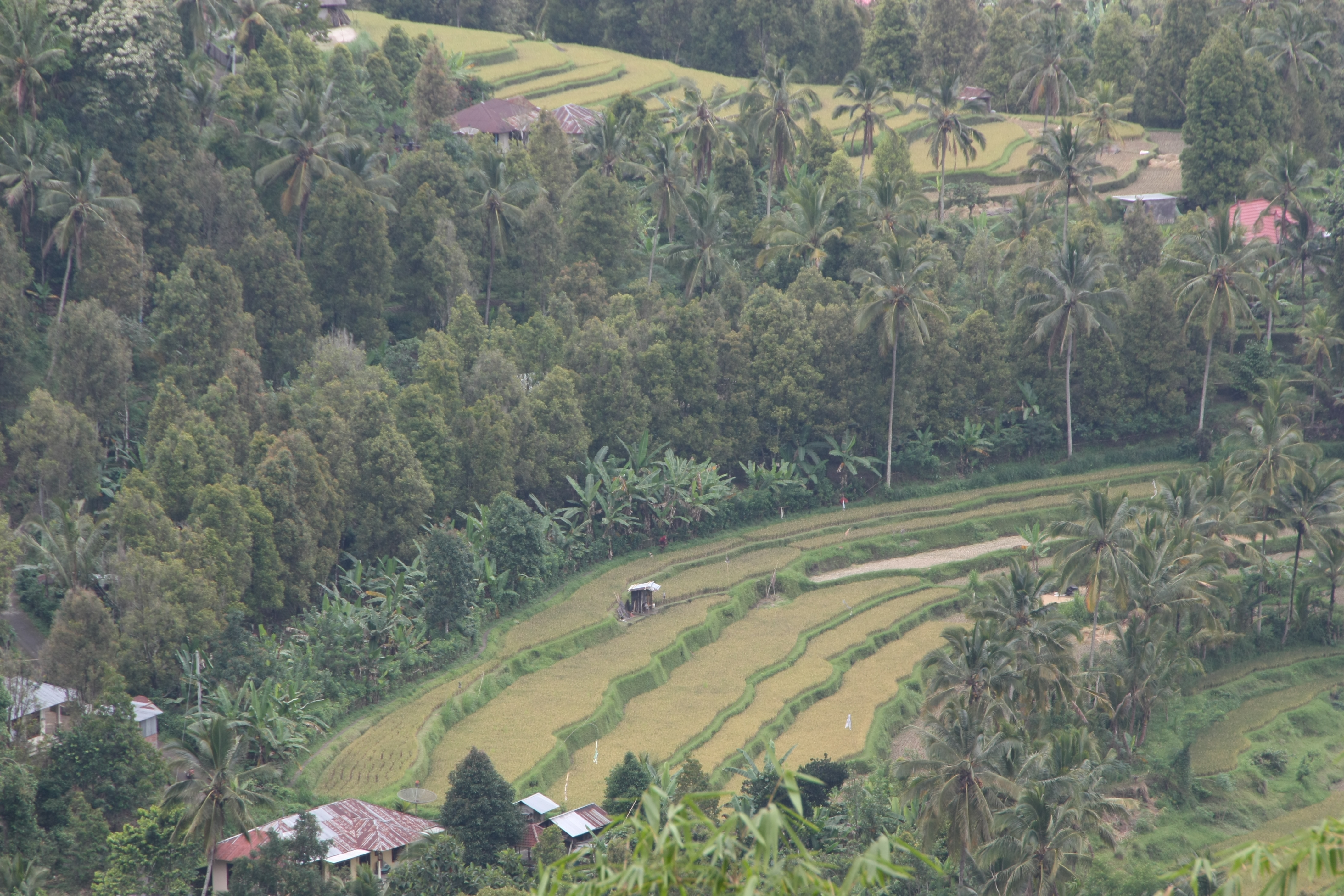
峇里島中西部姆杜克的稻米梯田，由不同生態系統拼貼而成，可提供多樣化的生態系統服務。

生態系統多樣性是特定地理區域（例如整片地景或國家）中不同組成部分的多樣性和可變性。從農業生物多樣性的脈絡來看，生態系統多樣性是指農業生態系統內部和各系統之間的多樣性：例如牧場、池塘及河流、栽種田地、樹籬，樹林等。相較於其他層級的生物多樣性，生態系統層級的生物多樣性較少受到關注及研究。

## 農業生物多樣性對糧食及農業的貢獻

### 簡介
農業生物多樣性對糧食及農業的貢獻，經常以其對生態系統服務的貢獻來分類。生態系服務是運作良好的生態系統（農業生態系統及野生生態系統，例如森林或草原）為人類福祉所提供的服務，通常分為四大類：供應（直接提供食物或水等好處）、支持（健全農業所需的服務，如土壤）、調節（調節農業必需的天然過程，如授粉、碳捕捉或害蟲防治）或文化（娛樂、審美及精神益處）。

### 供應
農業生物多樣性主要的供應服務是提供食物和營養。食物生物多樣性是「用於食物的植物、動物及其他生物的多樣性，包含物種內、物種間及生態系統所提供的基因資源。」有史以來至少有6,000種植物及動物物種被當作人類食物。但這個數字正在減少，令人擔憂多年後飲食多樣性可能不足。食物生物多樣性還涵蓋作物的亞種或品種，例如甘藍包括了花椰菜、各種西蘭花、捲心菜、球芽甘藍等諸多形式。主流研究忽視的許多物種（即「孤兒」物種或「被忽視和未被充分利用作物」）其實富含微量營養素及其他有益健康成分。某個物種的不同品種中，營養成分同樣也可能各擅勝場；例如，某些紅薯品種的β-胡蘿蔔素含量少到可以忽略不計，而其他品種去皮後未經烹煮的β-胡蘿蔔素含量，每100公克卻高達23,100微克。農業生物多樣性的供應服務還有供給木材、纖維、燃料、水份及藥用資源等。
維護並強化各類型生產系統的糧農基因資源（特別是動、植物）使之得以持續利用，牽動著永續糧食安全。

### 支持

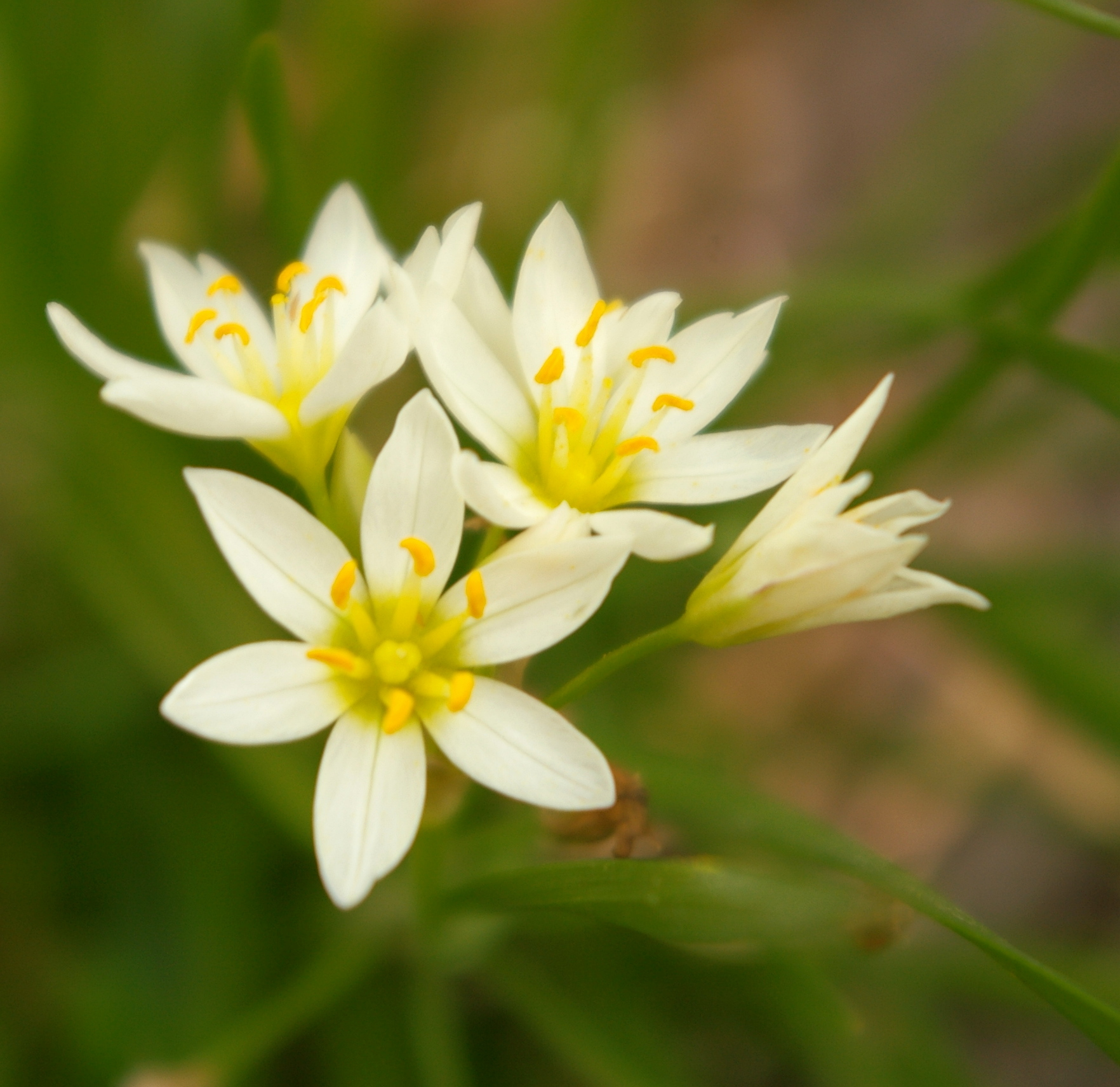
野洋蔥花 (蔥屬)

農業生物多樣性主要的支持服務，是為食物生產提供生物材料或維生上的支持，重視的是對永續生產系統背後的生物資源加以保護、永續利用及強化。主要服務有：1.維持作物及物種的基因多樣性，如此方能在面對更迭變化的氣候及天氣條件時保存適應力。基因多樣性是作物和牲畜改良計劃的根基，可根據消費者要求及農民的需要來培育新的作物及牲畜品種。基因多樣性的重要來源是作物的野生近緣種，即與栽種目標作物有基因相關的野生物種。2.維持野生棲地以及其中的生物多樣性，諸如傳粉者及捕食者。保持農業生物多樣性以支持野生生物多樣性的方式有：妥善管理與野生棲地相連的田地邊緣區域、河岸走廊、樹籬及樹叢。3.保持土壤及其中生物群的健康。

### 調節
農業生物多樣性的調節服務很多，舉凡健全的農業生態系統控管所需要的一切自然過程，如授粉、害蟲防治及碳捕獲等等。

#### 授粉
全球栽種的115種主要作物中有75%的品種依賴著授粉媒介。農業生物多樣性促進授粉媒介健康的方式如下：1.提供棲地使之得以生存及繁殖。2.在害蟲防治上提供非化學生物選項，因而減少使用殺蟲劑，授粉昆蟲也免於毒害（見下文）。3.建構共生關係促使開花過程的持續，讓作物在不同時期開花，傳粉者便能不停地有花朵可採，以利生產花蜜。

#### 害蟲防治
農業生物多樣性有助於害蟲防治的方式如下：1.為害蟲的天敵提供得以棲息及繁殖的地方。2.提供廣泛的基因多樣性，意味著基因中更可能擁有抗性來面對任何病原體或害蟲，而且植物也可以隨著害蟲與疾病的進化而進化。基因多樣性還意味著有的作物生長得早，有的生長得遲，有的較耐潮濕，有的較耐乾燥，如此作物就可以避開害蟲或病原體的攻擊。

#### 碳捕獲
把農業生物多樣性納入農業生態實踐配套中有助於碳捕獲，例如將某些覆蓋型作物當作綠肥犁進土中；保護土壤完整性以持續容納原生微生物。農民和育種者可以利用基因多樣性來培育更能耐受氣候條件不斷變化的品種，結合保護農業的做法，可以增加土壤及其生物量的固存，避免農田退化也可減少碳排放。運用混農林業，將樹木和灌木當成農業系統的組件（防風林或樹籬），也可以有效地封存碳。

### 文化

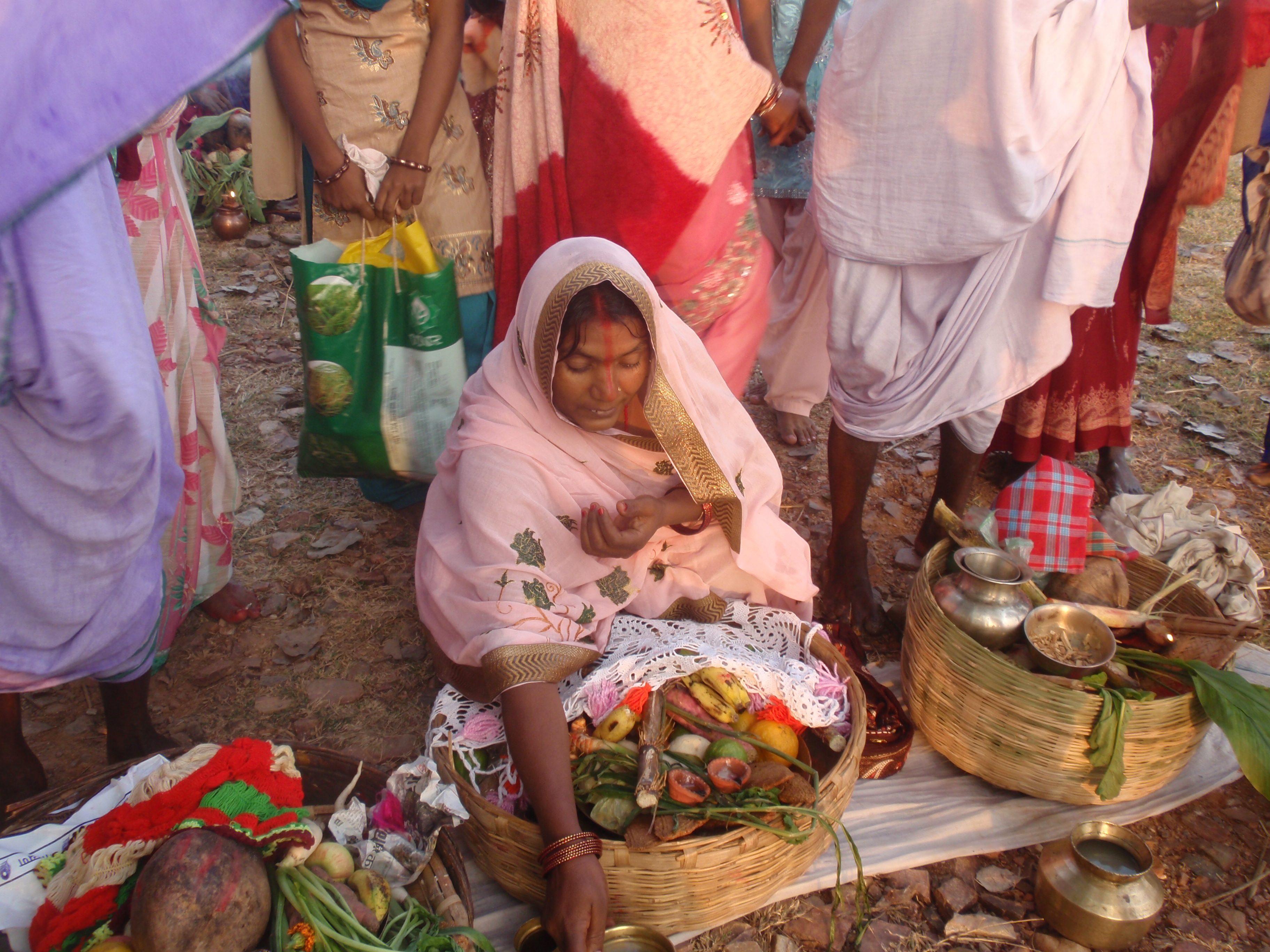
為了慶祝克哈特普迦節，當地婦女將各式傳統鮮花素果撒進河裡，供奉太陽神。

農業生物多樣性讓食物形式豐富多元，對於生態系統的文化服務而言相當重要，亦是全球各地美食的主角。農業生物多樣性提供當地喜愛的作物及物種，以及深具文化意涵的特有品項。例如，數千年傳統民族文化影響了中國農民所呵護培育的多個水稻品種（如紅麴米、甜糯米），並廣泛應用傳統文化、儀式及習俗中。或是各地的食品展銷會，宣揚當地品種可以提升其附加價值、增加大眾的認識、終於能保護並善用之，慢食運動為其濫觴。此外，某些傳統文化會在慶典儀式中運用農業生物多樣性，例如印度、尼泊爾及模里西斯部分農村保存了各式各樣的水果（柚子及芒果），專門用來慶祝克哈特普迦節（Chhath Puja）。家庭花園也是很重要的文化建築空間，基於種種社會、美學及文化因素，保護了農業生物多樣性。食物基因多樣性經常由資源匱乏的農民（例如越南、尼泊爾切彭民族）所撐持，不是出於經濟價值，而是來自文化、烹飪、營養及藥用需求。

## 農業生物多樣性的喪失
土地利用模式變化（城市化、森林砍伐）、農業現代化（單一栽培並捨棄傳統兼顧生物多樣性的慣行方法）以及西方化的飲食及其供應鏈，都衝擊了農業生物多樣性。估計整個生物多樣性的損失速度是自然滅絕速度的100-1,000倍，這也殃及農業生物多樣性，無論農田或野外的基因多樣性都過度減損。

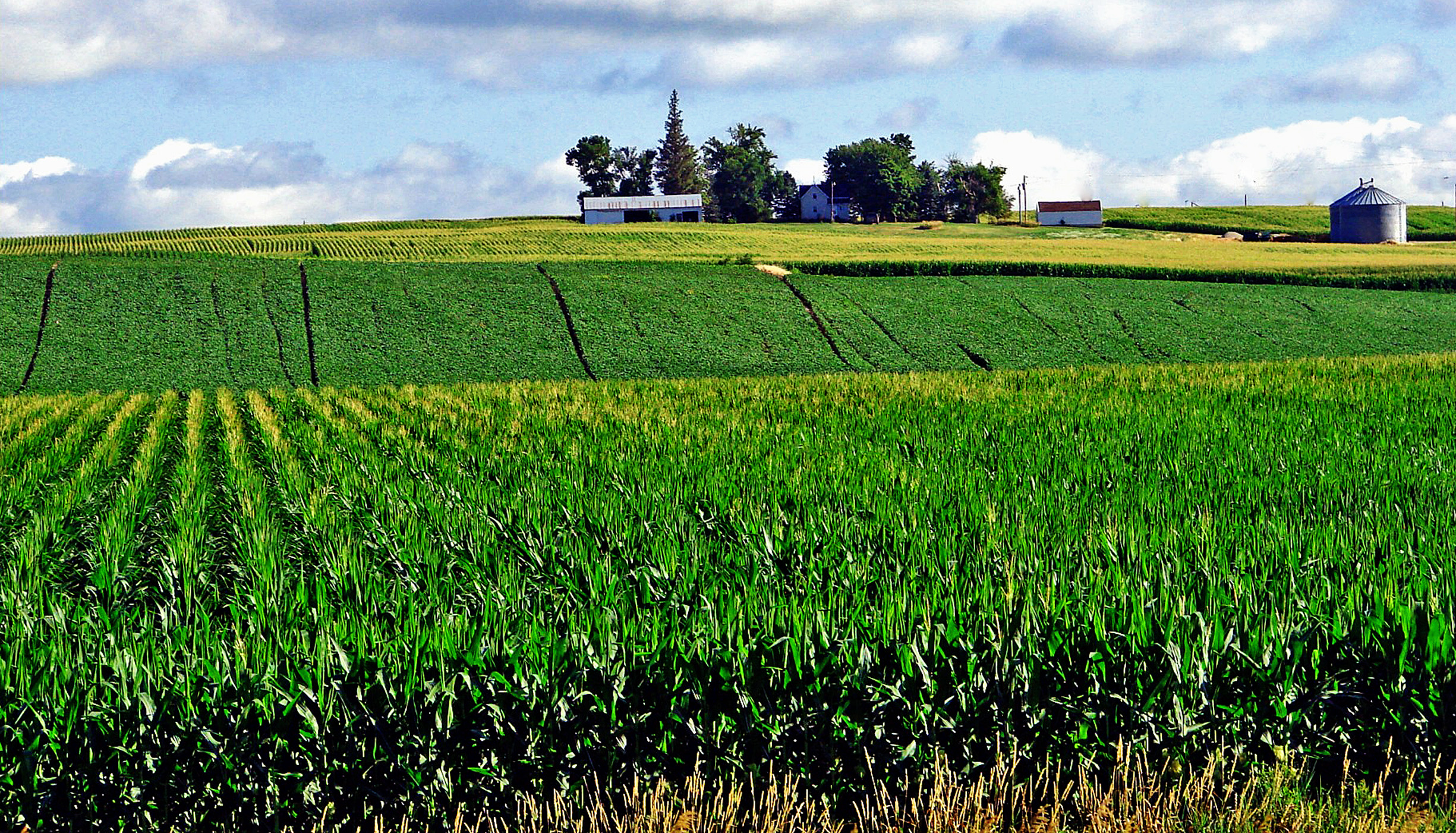
美國愛荷華州西北部的玉米田。

農業生物多樣性的喪失導致基因侵蝕、基因多樣性喪失，包括單一基因以及特定基因組合（或基因複合體）消失，即已馴化之地方品種或繁殖種所表現出來的基因特徵。當植物種群內的基因多樣性稀少就造成了基因脆弱。缺乏基因多樣性將使整個種群特別容易受到疾病、害蟲或其他因素的影響。基因脆弱問題經常發生在經過統一基因改良的現代作物品種中。基因脆弱的範例發生在1970年，當時玉米葉枯病肆虐美國玉米種植帶，摧毀了15%的收成。所謂德克薩斯雄性細胞質不孕的特徵讓作物難以對抗葉枯病，美國國家科學院隨後研究發現，90%的美國玉米都有這種特性。
農業生物多樣性減少會和人類飲食交互影響。1900年代中期以來，全球各地人類飲食在主要商品作物的消費上變得更為多元，造成當地或區域型重要作物的消費下降，全球化也造成飲食同質化。1961年至2009年，不同國家及地區食用食物間的差異減少了68%。現代「全球標準」飲食中包含的主要商品作物比例漸增，但種類相對變少。供給全球人口食物中的卡路里、蛋白質、脂肪和攝取量，主要商品作物所佔的比例越來越高，諸如小麥、大米、糖、玉米、大豆（+284%）、棕櫚油（+173%）及向日葵（+246%）。從前各國較仰賴地方或區域型重要作物，生物多樣性的比例較大；如今小麥已成為97%以上國家的主食，類似的主要商品作物也在全球展露出主導地位。值此同時，地方或區域型作物則大幅減產，包括黑麥、山藥、紅薯（-45%）、木薯（-38%）、椰子、高粱（-52%）及小米（-45%）。

## 保護
護衛農業生物多樣性的種種努力通常偏重在物種或基因的層面。對基因多樣性及物種多樣性的保護方式有兩大類：1.移地保護，將保護對象遷離其生長地，在別處進行保護。2.就地保護：在原生地或培育處予以保護。雖然這兩種方法看似非此即彼相互對立，其實各擅勝場。保護工作者認為可以根據保護的目的、受到的挑戰，及生物多樣性的特點等因素，靈活運用這兩種方法。

### 移地保護

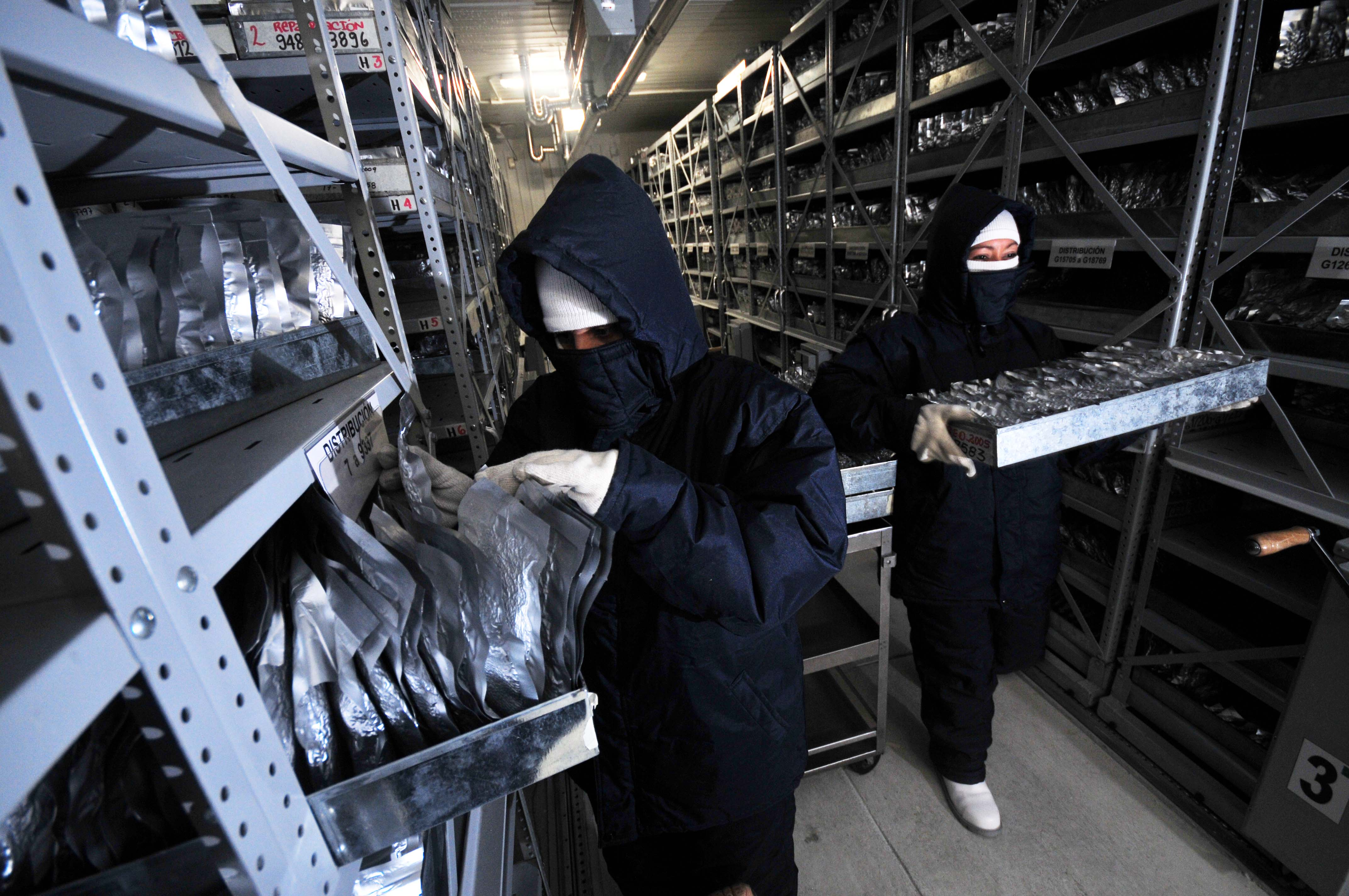
CIAT基因資源計劃的成員，在攝氏零下20度的基因庫中工作。

移地保護的定義是：在自然棲息地外來保護生物多樣性的組成部分。運用在農業上，移地保護就是在物種之天然棲地外的人為管理環境中（包括植物園、種子庫、花粉庫、田間基因庫、冷凍庫或植物標本室），對於糧農基因資源（物種、變種、改良種、亞種、地方品種等）加以保護。移地保護是維持基因多樣性的相對可靠方式，因為通常可以長期保及維持穩定。全球主要作物大多數的種類已被廣泛收集並保存在基因庫中，總計1,750個基因庫保存了700萬份以上的樣本。樣本經過安全複製，以防基因庫損壞的風險。全球最重要的一年生植物或種子作物的收藏品，在斯瓦爾巴全球種子庫中都有備份。
移地保護對於種子作物的優勢：1.種子需要空間較小。2.移地保護較不限地點。3.保護對象便於分發、加以使用、研究及育種。4.維持基因多樣性的成本較低，尤其這些作物沒有生產上或市場的立即價值。
移地保護對於種子作物的弱勢：1.要保持種子及種質健康的成本高昂，無論是在永久儲藏庫中或是田間採集時皆然。2.被忽視及未充分利用之作物，或是作物的野生近緣種目前蒐集到的種類相當不足；因為基因庫側重在保護主要的主食作物，副食作物及其野生近緣種往往被忽略。3.有些品種的種子很「頑強」，難以長期保存。4.需要專門的基礎設施及人員。

### 就地保護

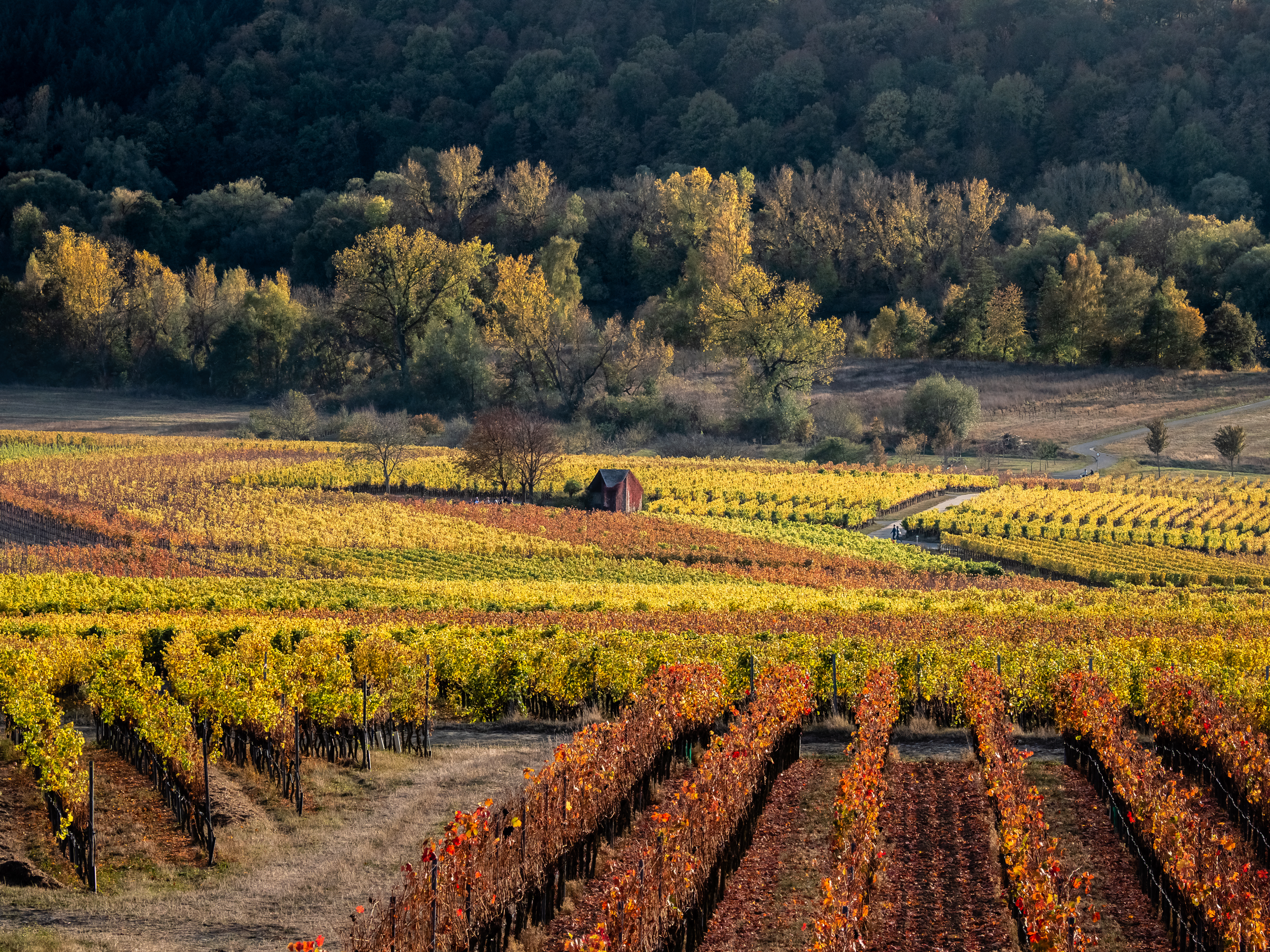
德國索默拉赫市美因河谷附近的葡萄園。

就地保護的定義是：在原生環境中來保護生態系統及天然棲地，並維持（或恢復）物種種群的繁盛，用在馴化或改良物種上，指的就是物種演化出獨特性的所在環境。就地保護包括在野外直接保護樹木及作物的野生近緣種，以及在農田裡保護地方品種或其中被忽視及未充分利用之物種。
就地保護對於農業生物多樣性的好處是：物種可以因應自然及人類帶來的壓力而持續進化。以農作物來說，發展中國家的小農其實含藏了大量的農業多樣性，特別是起源中心的作物。農民就地種植著當地品種並保持傳統知識及種子管理方法，已然遂行著「實在的保護」過程。家庭菜園也是物種多樣性的高等級寶庫，因為傳統地方品種包含的基因多樣性相當廣泛。就森林或樹木而言，就地保護也是很合適的方法，因為大多數樹木難以遷移，遑論樹木物種將近60,000種，各自又形成林帶及生態區，難以鑑別及收集。
缺乏資源的農民，其田地通常被預設為有機的，因為他們取得化合材料（肥料或農藥）的管道有限。比對生物多樣性的統合分析（meta-analysis）指出，慣行農業系統中物種的多樣性（區域中各式物種的數量）及豐富度（區域中單一物種的數量），很明顯地比有機種植系統低（有機系統的多樣性平均高30%，豐富度高50%），即使有16%的研究指出：慣行系統中的物種豐富度比有機系統更高。
就保護高等級生物多樣性（特別是作物野生近緣種、被忽視及未充分利用的物種、地方品種、樹木、魚類和牲畜）的角度來看，就地保護的成本相對較低。但是就地保護的物種及品種可能較容易受到氣候變遷、土地利用變化及市場需求的影響。

### 生態系統層面的保護

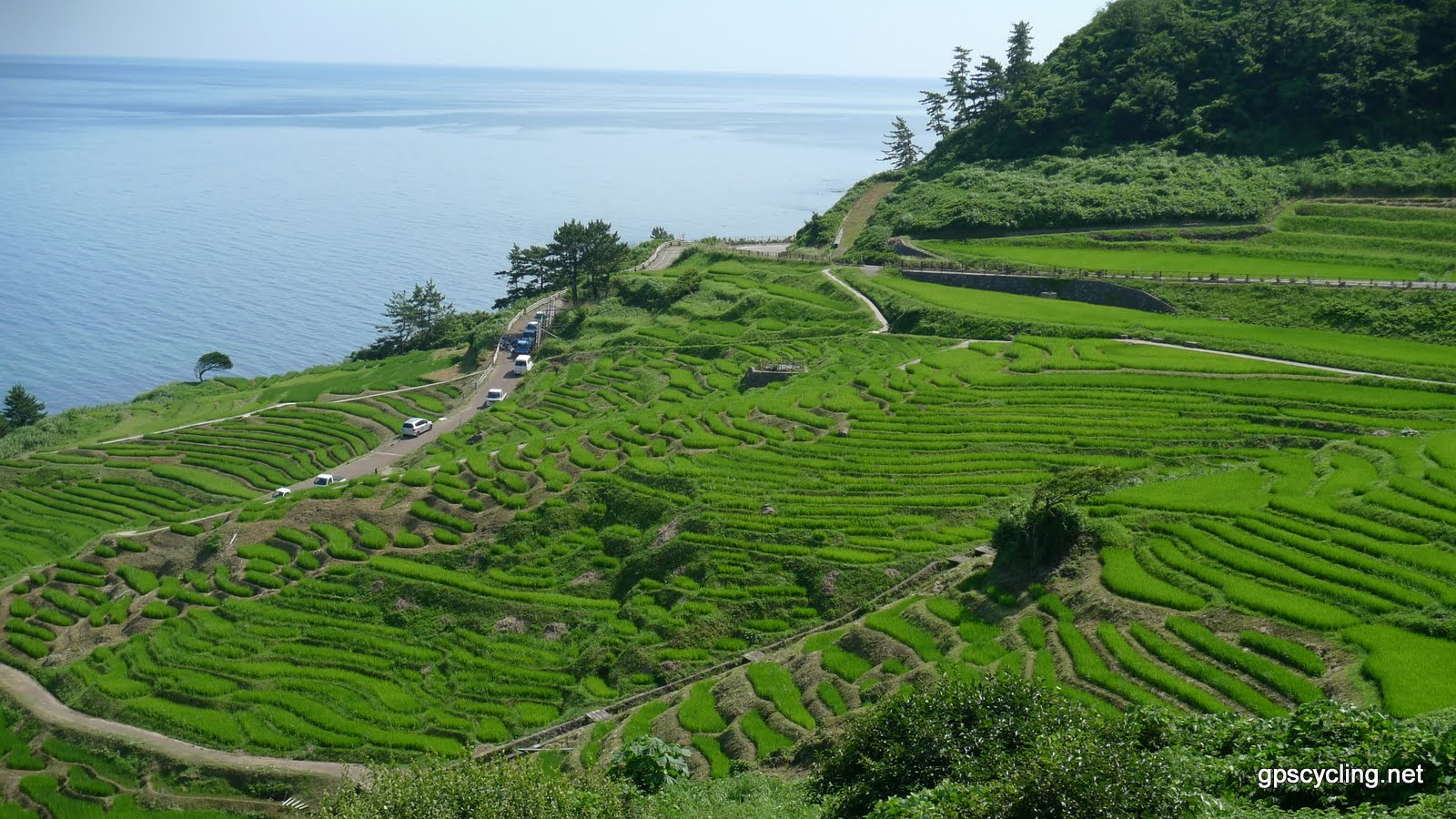
GIAHS登錄之日本「能登的里山里海」（輪島市梯田）

生態系統層面的保護側重的是地景層面，由利益相關者集體管理，共同努力維持生物多樣性、生產力及生計等目標。土地利用採取下列三種區塊的馬賽克組合：
1. 自然區。
2. 農業生產區。
3. 從地景、農場及社區等角度，企圖達到保護、生產及生計等目標，種種舉措在體制上的協調機制，在協同運用及權衡管理後的成果。[66]

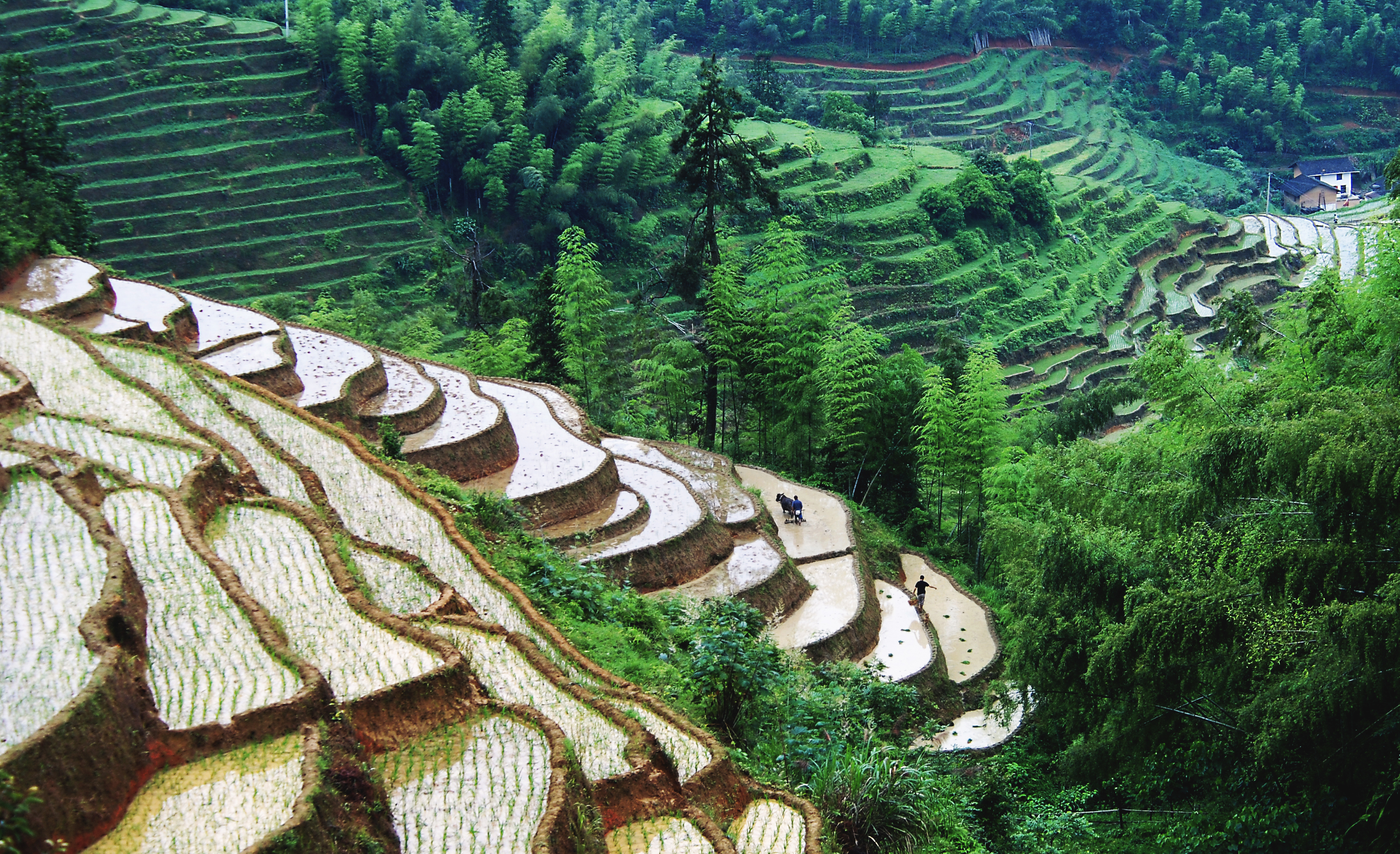
GIAHS登錄之中國「南方山地稻作梯田系统」（江西崇義客家梯田）

聚焦在整體地景或農業生態系統的保護舉措相對罕見，全球重要農業文化遺產（GIAHS）正是其一，對獨特農業系統加以保護及維護，持續提供多項好處及服務，以保障數百萬小農的糧食及生計。